# Neoitamus strigipes
Neoitamus strigipes là một loài ruồi trong họ Asilidae. Neoitamus strigipes được Becker miêu tả năm 1925.